# Industriel symbiose
Industriel symbiose er et symbiotisk forhold imellem to eller flere virksomheder, hvor en virksomheds affaldsprodukt bortskaffes gratis eller endda købes af en anden virksomhed, der skal bruge det i sin produktion.
Et eksempel findes i Kalundborg, hvor den industrielle symbiose (blandt mange andre forhold) ses ved :
- at rensningen af røg fra det lokale kraftværk (Asnæsværket) giver gips, der købes af en lokal gips-pladefabrik (Gyproc).
- affald fra produktion af insulin og enzymer er råvare for biogas[1][2][3]

Projekter til over 1 mia kr skal forsyne områdets byer og virksomheder med fjernvarme og fjernkøling.
Et andet eksempel er Kåstrup ved Skive, hvor energi i form af eget sol- og vind-anlæg samt biogas, brint og varme deles mellem virksomheder.

## Ekstern henvisning
- Industriel Symbiose i Kalundborg